# مدرسة جنديسابور
مدرسة جُنْدَيْسَابُور' هي مدرسة قديمة للطب والحكمة في بلاد فارس أنشئت قبل الإسلام واستمرت حتى العصر العباسي. كانت مدرسة طب جنديسابور في أوج مجدها حين فتح العرب بلاد فارس سنة (19هـ-642م) في عهد الخليفة عمر بن الخطاب، وقد التقت فيها حضارة اليونان بحضارات الشرق بفضل العلماء السريان النساطرة واليعاقبة، فجعلوها مركزاً مرموقاً بين مراكز الدولة الإسلامية العلمية. كانت لغة العلم في جنديسابور اليونانية مع اللغات الفارسية والسريانية والعربية. وكان لمدرسة جنديسابور مستشفى يعد من أكبر المشافي في العهد السابق للإسلام بثلاثة قرون. كان للسريان إسهام كبير في جنديسابور وشهرة واسعة، لذلك فقد اعتمد الخلفاء المسلمون عليهم في العلاج والترجمة. وفي عهد كسرى أنوشروان أصبحت جنديسابور أكبر مركز علمي في تلك المنطقة. وفيها امتزجت الثقافات الإغريقية والسريانية والفارسية والمسيحية.

## تاريخها
حكم سابور بن أردشير بلاد فارس من 241 م - إلى 272 م واستطاع أن يهزم فاليران إمبراطور الروم عام 259 م. ويأخذه أسيرا هو وجيشه، لكنه كان لطيفا في معاملة الأسرى لثقافتهم من ناحية ولرغبته في استثمار مواهبهم من ناحية أخرى، فاستخدمهم في بناء كثير من المنشآت الهندسية مثل الخزانات والقناطر وغيرها. وقد أسكن سابور هؤلاء الأسرى في ثلاث مدن جعلهم ينشئونها، إحداها سابور كرد بالقرب من الأهواز، الثانية على رأس طريق بلاد الخوز، أما الثالثة فقد بناها في فارس قريبة من سوسة سميت جنديسابور أي معسكر سابور، وأسكن بها الأسرى وجزءاً من جنده، ثم أصاب المدينة الخراب فجدد بناءها سابور الثاني (سابور بن هرمز) الذي هو سابور ذو الأكتاف وقد حكم فارس بعد وفاة سابور الأول بما يقرب من اثنين وأربعين عاماً. وقد أراد سابور ذو الأكتاف أن تكون جنديسابور مركزا للنشاط العقلي فاعتنى بجمع كتب الفلسفة اليونانية وأمر بترجمتها إلى الفارسية، واستقدم للمدينة من ذاعت شهرته من العلماء والحكماء، واستدعى عدداً كبيراً ممن نبغوا في الطب وكانت لهم مؤلفات طبية، وكان منهم الطبيب الشهير تيودورس.

## تطورها
كان ينتظر جنديسابور مستقبل علمي مشرق، كانت مدينة خصبة كثيرة الخير بها النخل والزروع والمياه -كما ورد في معجم البلدان لياقوت الحموي- وفي سنة 489 م. أغلق الإمبراطور زينون مدرسة الرها لاعتناق أساتذتها المذهب النسطوري، المخالف لمذهب الإمبراطور البيزنطي، وقد فر عدد كبير من هؤلاء الأساتذة إلى جنديسابور، فرحب بهم أكاسرة بني ساسان، ووفروا لهم الحياة الكريمة، فاتخذها النسطوريون وطنا لهم وأنشأوا بها مستشفاً كبيراً، ورتبوا بها المحاضرات والدروس لتعليم الطب.
والنسطوريون أو النساطرة إحدى فئتين من النصارى كانت في نظر كنيسة روما من الانشقاقيين، أما الفئة الأولى فهم المونوفيسيون القائلون بوحدة طبيعة المسيح، وكونوا طائفتي الأقباط في مصر واليعاقبة في آسيا. أما النساطرة فقد أنشأ طائفتهم (نسطور) أحد رهبان أنطاكية وبطريرك القسطنطينية الذي ذهب إلى أن الروح المفكرة لا تدخل الجسم إلا بعد مولده، وبالتالي فإن طبيعة المسيح الإلهية لم تدخل جسمه إلا بعد مولده أيضاً!!، الأمر الذي يحتم الاستنتاج بأن العذراء لم تكن والدته إلا بالنسبة لطبيعته البشرية فقط!، وقد أثار ذلك العالم الكنائسي، وانتهى الأمر بطرد نسطور من الكنيسة عام 431 م، لكن عدداً من السوريان (أهل سوريا) انضموا إليه وشكلوا كنيسة انشقاقية، وانتقلوا إلى حران، ثم استقروا في الرها التي اشتهرت مدرستها بالاستقلال الفكري، فاعتنقت (الرها) المذهب الجديد وأصبحت مركزاً له.
فلما أغلق الإمبراطور زينون مدرسة الرها لجأ النساطرة إلى جنديسابور التي اشتهرت بالتسامح الديني وبتشجيع العلم والعلماء. وهكذا تكونت مدرسة العلوم وتخصصت في الطب حتى أصبحت مركز الطب في العالم في ذلك الزمان.

## الدراسة العلمية
كانت اللغة السريانية هي لغة الدراسة في الطب والعلوم الطبيعية في مدرسة جنديسابور، ثم اتسعت دائرة العلم بها في عهد خسرو الأول (531-579 م) الذي كان شديد الإعجاب بالثقافة الإغريقية ورغب في أن يجلب علم الإغريق إلى مملكته، لذلك رحب بالفلاسفة الذين طردوا حين أغلق جستنيان مدارس أثينا، فترجموا كتب المنطق والطب إلى الفارسية -كما يقول أوليري في كتابه مسالك الثقافة الإغريقية إلى العرب- وترسمت جنديسابور خطوات مدرسة الإسكندرية ونفذت مناهجها الدراسية، ولم يقتصر التعليم فيها على المؤلفات اليونانية والسريانية بل أضيف إلى ذلك تعاليم من فلسفة الهند وعلومها وآدابها، ويؤكد ذلك جورج كيرك في كتابه (موجز تاريخ الشـرق الأوسط) حيث يذكر أن العلوم اليونانية والسريانية والهندية والفارسية كانت جميعها تدرس في مدرسة جنديسابور. ويقول ماكس فإنتاجو في كتاب (المعجزة العربية): قوبلت في جامعة جنديسابور النظريات الهيلينية (اليونانية) الطبية بنظريات الأطباء الهنود، وبذلك أصبح متاحاً للطلاب الاطلاع على مؤلفات العلم اليوناني الرئيسية وأحدث نجاحات العلم الهندي.

## العرب وجنديسابور
اتصل العرب بأكاديمية جنديسابور قبل الإسلام، وأتيحت الفرصة لبعض الطلاب أن يواصلوا دراستهم هناك، ولعل أشهرهم الحارث بن كلدة الثقفي، كان من الطائف، وسافر إلى اليمن وفارس، وتعلم الطب في جنديسابور، وعاش أيام الرسول محمد ومكث حتى عهد معاوية بن أبى سفيان، وروى أن سعد بن أبي وقاص أصيب بمرض شديد فأمرهم الرسول محمد أن يدعوا له الحارث بن كلدة، فداواه فبرئ من مرضه. وكان ابنه النضر بن الحارث طبيباً أيضاً، وهو ابن خالة النبي محمد.

### حركة الترجمة
وكانت مدرسة جنديسابور أحد الروافد التي تلقى منها العرب العلوم اليونانية والسريانية، وكان أطباؤها -بصفة خاصة- يعتزون بعلمهم، ويذكر أن حنين بن إسحق (194 هـ-260 هـ) وهو من أبناء الحيرة ذهب لاستكمال دراسة الطب على يد يوحنا بن ماسويه في بغداد غير أن يوحنا أنكر عليه تعلم الطب لأنه من أبناء الحيرة بغطرسة وكبرياء، وكما يقول ابن أبي أصيبعة في طبقات الأطباء: كان هؤلاء الجنديسابوريون يعتقدون أنهم أهل هذا العلم ولا يخرجونه عنهم ولا عن أولادهم.
لكن حنين بن إسحق كره من أستاذه غطرسته وكبرياءه -كما يقول ماكس مايرهوف في مقدمة كتاب العشر مقالات في العين- وصمم على إرواء غلته من العلوم الطبية، ووجد أن ذلك لن يتأتى له إلا بتعلم اللغة اليونانية، فسافر إلى بلاد الروم، ويقول ابن العبري في كتابه مختصر تاريخ الدول إن حنين بن إسحق أحكم هناك اللغة اليونانية والفارسية والسريانية، واندفع في ترجمة الكتب من تلك اللغات حتى صار من أكبر المترجمين الذين أفادوا الحضارة العربية، وأفاد كثير من علماء جنديسابور في هذا الميدان بالإضافة إلى براعتهم النادرة في ممارسة الطب ولعل أوضح الأمثلة على ذلك أسرة بختيشوع الطبيب.

## غروب شمسها
ومع مرور الزمن سُحب البساط من تحت أقدام مدرسة جنديسابور، حيث تركزت العلوم في بغداد وانتقل علم الطب وغيره إلى دار الحكمة. وبعدها أفل نجم جنديسابور، لكنها ظلت ذات مكانة كبرى في تاريخ العلم والطب في العالم.